# Boston Society of Film Critics Awards 1985
La 6ª edizione dei Boston Society of Film Critics Awards si è svolta il 26 gennaio 1986, per onorare l'eccellenza nell'industra del cinema per l'anno 1985.

## Premi

### Miglior film
- Ran (Ran), regia di Akira Kurosawa

### Miglior attore
- Jack Nicholson - L'onore dei Prizzi (Prizzi's Honor)

### Migliore attrice
- Geraldine Page - In viaggio verso Bountiful (The Trip to Bountiful)

### Miglior attore non protagonista
- Ian Holm - Il mistero di Wetherby (Wetherby), Brazil, Ballando con uno sconosciuto (Dance with a Stranger) e Dreamchild

### Migliore attrice non protagonista
- Anjelica Huston - L'onore dei Prizzi (Prizzi's Honor)

### Miglior regista
- John Huston - L'onore dei Prizzi (Prizzi's Honor)

### Migliore sceneggiatura
- Woody Allen - La rosa purpurea del Cairo (The Purple Rose of Cairo)

### Miglior fotografia
- Takao Saitō e Masaharu Ueda - Ran

### Miglior documentario
- Shoah, regia di Claude Lanzmann

### Miglior film in lingua inglese
- L'onore dei Prizzi (Prizzi's Honor), regia di John Huston